# Gare de Bender
La gare de Bender (en roumain : Gara feroviară din Tighina), aussi nommée gare de Bender-I ou gare de Tighina, est une gare ferroviaire moldave.

## Situation ferroviaire
C'est un important nœud ferroviaire de Moldavie et dessert principalement la gare de Chișinău et la gare de Căușeni.

## Histoire
Elle ouvre en 1871 et se trouve être un monument classé aujourd'hui.

### Accueil

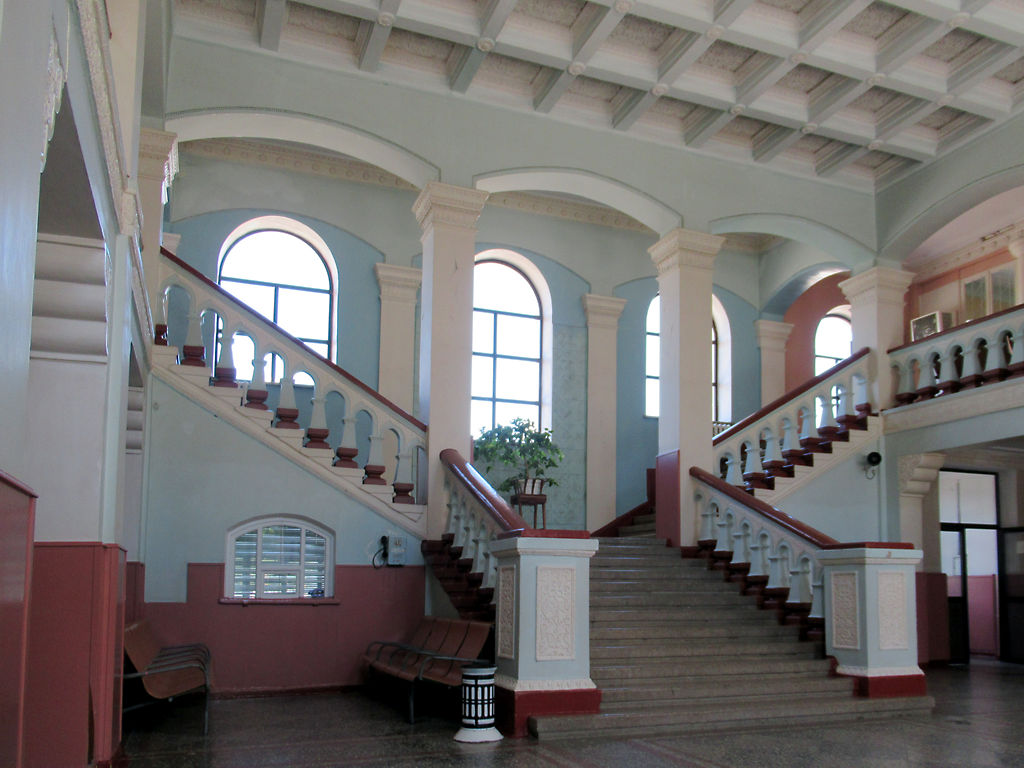
Hall voyageurs.

### Intermodalité

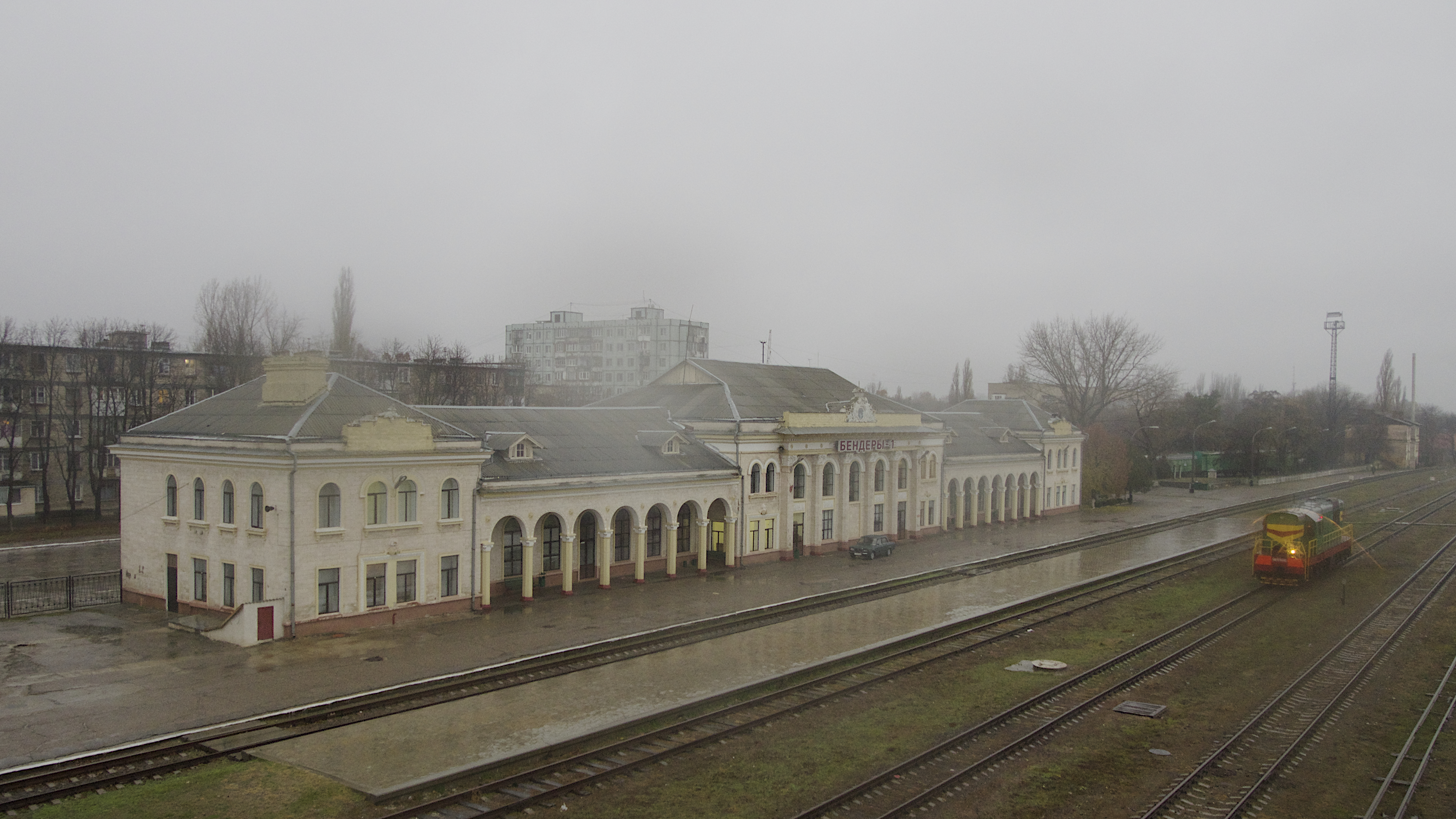
Façade et voies.